# 布京根
布京根是德国巴登-符腾堡州的一个市镇。总面积15.32平方公里，总人口3934人，其中男性1996人，女性1938人（2011年12月31日），人口密度257人/平方公里。